# Nicolet Fernandes
Nicolet Fernandes, destacada deportista guyanesa de la especialidad de Squash que fue campeona suramericana en Medellín 2010
 y campeona de Centroamérica y del Caribe en Mayagüez 2010.

## Trayectoria
La trayectoria deportiva de Nicolette Fernandes se identifica por su participación en los siguientes eventos nacionales e internacionales:

### Juegos Suramericanos
Fue reconocido su triunfo de ser la primera deportista con el mayor número de medallas de la selección de  Guyana en los juegos de Medellín 2010.

#### Juegos Suramericanos de Medellín 2010
Su desempeño en la novena edición de los juegos, se identificó por obtener un total de 3 medallas:

- , Medalla de oro: Squash Individual Mujeres
- , Medalla de bronce: Squash Dobles Mujeres
- , Medalla de bronce: Squash Equipo Mujeres

### Juegos Centroamericanos y del Caribe
Fue reconocido su triunfo de ser la primera deportista con el mayor número de medallas de la selección de  Guyana 
en los juegos de Mayagüez 2010.

#### Juegos Centroamericanos y del Caribe de Mayagüez 2010
Su desempeño en la vigésima primera edición de los juegos, se identificó por ser la tricentésima trigésima sexta deportista con el mayor número de medallas entre todos los participantes del evento, con un total de 3 medallas:

- , Medalla de plata: Dobles
- , Medalla de bronce: Individual
- , Medalla de bronce: Equipos